# 礼陂镇
礼陂镇，是中华人民共和国江西省抚州市崇仁县下辖的一个乡镇级行政单位。

## 行政区划
礼陂镇下辖以下地区：
礼陂桥社区、红星村、晗口村、下斜村、左坊村、洋陂村、下寺坊村、岔路口村和沧源村。